# Igor Klejch
Igor Klejch (* 28. března 1964) je bývalý slovenský fotbalový útočník.

## Fotbalová kariéra
Hrál za Spartak Trnava, Duklu Banská Bystrica, FC Nitra, FC Baník Ostrava a FC Svit Zlín, řecké týmy Panachaiki FC a AE Larissa 1964 a končil v FK Senica. V československé a české lize nastoupil ke 208 utkáním a dal 58 gólů, v řecké lize přidal dalších 25 branek v 94 zápasech. V sezoně 1991/92 se stal nejlepším střelcem I. SNFL s 21 brankami.

### Prvoligová bilance
| Ročník          | Zápasy | Góly | Minuty | Klub                  |
| --------------- | ------ | ---- | ------ | --------------------- |
| I. liga 1984/85 | 13     | 2    | –      | Spartak TAZ Trnava    |
| I. liga 1985/86 | 1      | 0    | –      | Dukla Banská Bystrica |
| I. liga 1987/88 | 30     | 12   | –      | Spartak TAZ Trnava    |
| I. liga 1988/89 | 27     | 12   | –      | Spartak ZŤS Trnava    |
| I. liga 1989/90 | 25     | 3    | –      | Spartak ZŤS Trnava    |
| I. liga 1990/91 | 28     | 8    | –      | FC Nitra              |
| I. liga 1992/93 | 26     | 4    | –      | Baník Ostrava         |
| I. liga 1993/94 | 14     | 1    | 775    | Baník Ostrava         |
| I. liga 1993/94 | 15     | 3    | 1 283  | Svit Zlín             |
| I. liga 1994/95 | 29     | 13   | 2 531  | Svit Zlín             |
| I. liga 1995/96 | 33     | 8    | –      | Panachaiki FC         |
| I. liga 1996/97 | 31     | 10   | –      | Panachaiki FC         |
| I. liga 1997/98 | 30     | 7    | –      | Panachaiki FC         |
| CELKEM I. LIGA  | 302    | 83   | –      |                       |